# Michael Weiss (Politiker, 1956)
Michael Weiss (* 10. Juni 1956 in Darmstadt) ist ein ehemaliger deutscher Bundestagsabgeordneter (Die Grünen).

## Leben
Michael Weiss ist von Beruf Diplom-Mathematiker. Er trat 1982 in München in die Partei Die Grünen ein. Bei der Bundestagswahl 1987 wurde er über die Landesliste Bayern der Grünen in den Deutschen Bundestag gewählt, dem er bis zum Ende der 11. Wahlperiode im Dezember 1990 angehörte. Im Bundestag war Weiss Ordentliches Mitglied des Verkehrsausschusses sowie Stellvertretendes Mitglied des Petitionsausschusses.
Weiss kämpfte gegen die atomare Wiederaufarbeitungsanlage Wackersdorf (WAA). Er versuchte den „illegalen Durchmarsch“ der DWK bei den Genehmigungsverfahren zu stoppen. Auf der Großdemonstration im Oktober 1987 wurde er von der Polizei niedergeknüppelt und verletzt.